# Teknisk skole
Tekniske skoler står for håndværkeruddannelserne samt HTX.

## Historie
Denne artikel bør gennemlæses af en person med fagkendskab for at sikre den faglige korrekthed.

Teknisk skole betegner i Danmark en håndværkerskole, hvori elever efter konfirmationsalderen undervises foruden i visse almindelige skolefag fornemmelig i tegning fra det elementære stadium til det højeste trin alt efter de enkelte håndværks fordringer og tarv. Grundlaget for de talrige over hele landet, i de fleste købstæder og i mangen landsby spredte tekniske skoler danner de Massmannske Søndagsskoler (1800). Disse havde ved siden af skrive- og regneklasser særlige tegneklasser, og dette fag lagde man af hensyn til de unge håndværkere særlig vægt på. Søndagsskolen i Aalborg (1805) tog Massmanns skoler til mønster, medens instituttet for metalarbejdere (1807) var en ren fagskole. Prins Frederik Ferdinands Tegneskole i Århus (1829) gav sine elever undervisning i tegning, matematik og lignende. Disse virksomheder, der hovedsagelig er søndagsskoler, tog alle sigte på de unge håndværkeres og industridrivendes uddannelse, og samme opgave stillede sig det af Det tekniske Selskab i København på initiativ af snedkermester Lasenius Kramp 1843 oprettede Tekniske Institut, der i en lang årrække fik en førerstilling i denne bevægelse. Det nøjedes ikke med søndagsundervisning alene, men gav i aftenklasser den mere elementære og i dagklasser den egentlige fagtegning. Fra en forholdsvis ringe begyndelse og med begrænsede midler udviklede instituttet sig til 1875-76 at undervise 1137 elever af alle håndværksfag.
I årenes løb gjorde sig andre anskuelser gældende med hensyn til håndværkerdannelsen, og der rejstes en modstand mod Teknisk Instituts tegneundervisning. Denne bevægelse skabte 1868 den Ny Haandværkerskole, der nåede til 1875-76 at have 431 elever. Den mellem disse to skoler opståede konkurrence fremkaldte en reorganisation af Det tekniske Selskab, der under påvirkning af Industriforeningen optog spørgsmålet om dannelsen af en ny industri- og håndværkerskole, der kunne samle i sig de to større skoler og enkelte særlige fagskoler. Med kaptajn V.A. Thalbitzer som skoleforstander begyndte 1876 en ny periode i håndværkeruddannelsen i Det tekniske Selskabs Skole, der 1. oktober 1881 kunne flytte ind i en for 475.000 kr. opført ny statelig bygning i Ahlefeldtsgade, tegnet af Ludvig Fenger. Skolen blev støttet af staten (med i 1924-25 281.000 kr.), af Københavns Kommune (med 141.400 kr.), af Frederiksberg Kommune (med 2.000 kr.) Samt bidrag fra fagorganisationer, legater, personlige bidrag m.v., så at den samlede årsindtægt var ca. 650.000 kr. Elevantallet var i 1924-25 4104, der undervistes i hovedskolen, 4 større og 2 mindre filialer. Siden 1910 var skolens forstander kaptajn Paulli. I købstæder og landdistrikter uden for København fandtes 1924 i alt 253 skoler med 24970 elever. Undervisningen foregik enten på daghold, aftenhold eller kombinerede hold, og den var både af almendannende og af fagligt indhold. Driften af disse skoler kostede over 3 mio. kr., hvoraf staten ydede 1.220.846 kr., medens mestre og elever i skolepenge betalte 507.191 kr. Den tekniske undervisning ledes af professor Alfred Lütken.
Den højere tekniske undervisning meddeles gennem Den polytekniske Læreanstalt, Det Kongelige Akademi for de Skønne Kunster, Officersskolen og Den kongelige Veterinær- og Landbohøjskole.[kilde mangler]
I Norge meddeles lavere teknisk undervisning gennem de tekniske aftenskoler (1926 ca. 60), som er 3-årige med 8 måneders årskursus for teoretisk undervisning. Der kræves sædvanlig ved optagelsen almindelig folkeskoledannelse. Formålet er at meddele de for håndværk og lignende industri nødvendigste kundskaber og færdigheder. Der haves desuden c. 40 elementærtekniske forskoler med 6 à 12 måneders undervisning. I Oslo, Trondhjem og Bergen findes tekniske mellemskoler for uddannelse til tekniske mellemstillinger; kurset er 2-årigt med et 6 måneders forberedelseskursus for optagelse. I Horten findes en teknisk skole, oprindelig nærmest beregnet på marineværftets elever, med 1 1/2-årigt kursus. Næst efter mellemskolerne kommer Skiensfjordens mekaniske Fagskole i Porsgrund med 2-årigt kursus for mekanikere og elektrikere og bergens fagskole for træ- og metalindustri, omtrent efter samme plan. De elementærtekniske dagskoler i Oslo og Stavanger kan betegnes som formands- og verksmesterskoler; de giver hovedsagelig teoretiske kurser på 8 måneder i vej- og vandbygning, elektroteknik og (i Oslo) i værkstedsfag, i Stavanger i husbygning og hermetikindustri. For speciel uddannelse i enkelte fag findes tekniske fagskoler, nærmest beregnet på håndværkere dels under, dels efter læretiden. Den betydeligste af disse er Statens Håndværks- og Kunstindustriskole i Oslo. Statens teknologiske Institut i Oslo giver korte kurser for færdig udlærte arbejdere, hvorunder moderne værktøj, maskiner, arbejdsmetoder m.m. demonstreres.
I Sverige bliver den tekniske undervisnings krav varetaget af en del højere og lavere læreanstalter. I første række står Den kgl. Tekniske Højskole i Stockholm, hvis opgave er at give unge mænd, der ønsker at uddanne sig til teknisk virksomhed, den fornødne videnskabelige dannelse. — en særlig plads indtager den tekniske skole i Stockholm med sine 2 særlige afdelinger, af hvilke den højere kunstindustrielle skole blandt andet påtager sig uddannelsen af tegnelærere. Den højere tekniske uddannelse meddeler også Chalmers tekniske Læreanstalt i Göteborg (oprettet ved et af kancelliråd W. Chalmer 1811 stiftet legat) og Rikets tekniske Läroverker i Malmö, Norrköping, Örebro, Borås, Eskilstuna, Västerås og Härnösand. — Faglig uddannelse giver de kommunale anstalter for erhvervsuddannelse, der er indrettet i de fleste byer, og som modtager statsstøtte. Undervisningen gives i reglen både om dagen og om aftenen; den omfatter oftest almendannende fag ved siden af særfaget, ligesom der findes afdelinger for ældre håndværkere. Dernæst findes c. 30 private skoler, støttede af staten, hvori lærlinge og uddannede håndværkere kan opnå videre gående faglig indsigt. — Alle disse skoler med undtagelse af Den kgl. Tekniske Højskole er underkastede statens tilsyn.